# Double Asteroid Redirection Test
Double Asteroid Redirection Test (DART) era una missione spaziale della NASA volta a testare un metodo di difesa planetaria contro gli oggetti near-Earth (NEO). È stata progettata per valutare quanto l'impatto di un veicolo spaziale devia un asteroide attraverso il suo trasferimento di quantità di moto quando colpisce l'asteroide frontalmente. L'asteroide bersaglio selezionato, Dimorphos, è un satellite asteroidale dell'asteroide Didymos; nessuno dei due asteroidi rappresenta una minaccia di impatto per la Terra, ma le loro caratteristiche congiunte li hanno resi un obiettivo di riferimento ideale. Lanciata il 24 novembre 2021, la navicella spaziale DART si è scontrata con successo con Dimorphos il 26 settembre 2022 alle 23:14 UTC a circa 11 milioni di chilometri (0,074 unità astronomiche; 29 distanze lunari; 6,8 milioni di miglia) dalla Terra.
DART è un progetto congiunto tra l'agenzia spaziale americana NASA e il Johns Hopkins Applied Physics Laboratory (APL).

## Storia della missione
La NASA e l'Agenzia spaziale europea (ESA) avevano avviato dei piani individuali relativi a missioni per testare le strategie di deflessione degli asteroidi, ma nel 2015 hanno stretto una collaborazione chiamata AIDA (Asteroid Impact and Deflection Assessment) che prevedeva due lanci separati di veicoli spaziali che avrebbero funzionato in sinergia. Secondo tale proposta, la europea Asteroid Impact Mission (AIM) sarebbe stata lanciata nel dicembre 2020, mentre DART nel luglio 2021. L'AIM avrebbe orbitato attorno all'asteroide più grande per studiarne la composizione e quella della sua luna. DART avrebbe quindi un impatto cinetico sulla luna dell'asteroide il 26 settembre 2022, durante un avvicinamento ravvicinato alla Terra.
L'orbiter AIM è stato però cancellato, venendo sostituito da Hera prevedendo di iniziare l'osservazione dell'asteroide quattro anni dopo l'impatto di DART. Il monitoraggio in tempo reale dell'impatto di DART doveva quindi essere ottenuto da telescopi e radar a terra.
Nel giugno 2017, la NASA ha approvato il passaggio dalla fase di concettualizzazione a quella di progettazione preliminare, e nell'agosto 2018 l'inizio della fase di progettazione finale e assemblaggio della missione. L'11 aprile 2019, la NASA ha annunciato che per lanciare DART sarebbe stato utilizzato un Falcon 9 di SpaceX.
L'impatto di un satellite su un piccolo corpo del Sistema Solare era già stato implementato una volta, dal veicolo spaziale impattatore della sonda spaziale Deep Impact da 372 chilogrammi (820 lb) della NASA e per uno scopo completamente diverso (analisi della struttura e della composizione di una cometa). Al momento dell'impatto, Deep Impact ha rilasciato 19 gigajoule di energia (l'equivalente di 4,8 tonnellate di TNT) e ha scavato un cratere largo fino a 150 metri (490 ft).

## Caratteristiche

### Sonda
La sonda DART era un impattatore con una massa di 610 chilogrammi (1 340 lb) che non ospitava alcun carico scientifico e aveva sensori solo per la navigazione. La sonda è costata US$330 milioni fino al momento dell'impatto con Dimorphos nel 2022.

### Camera

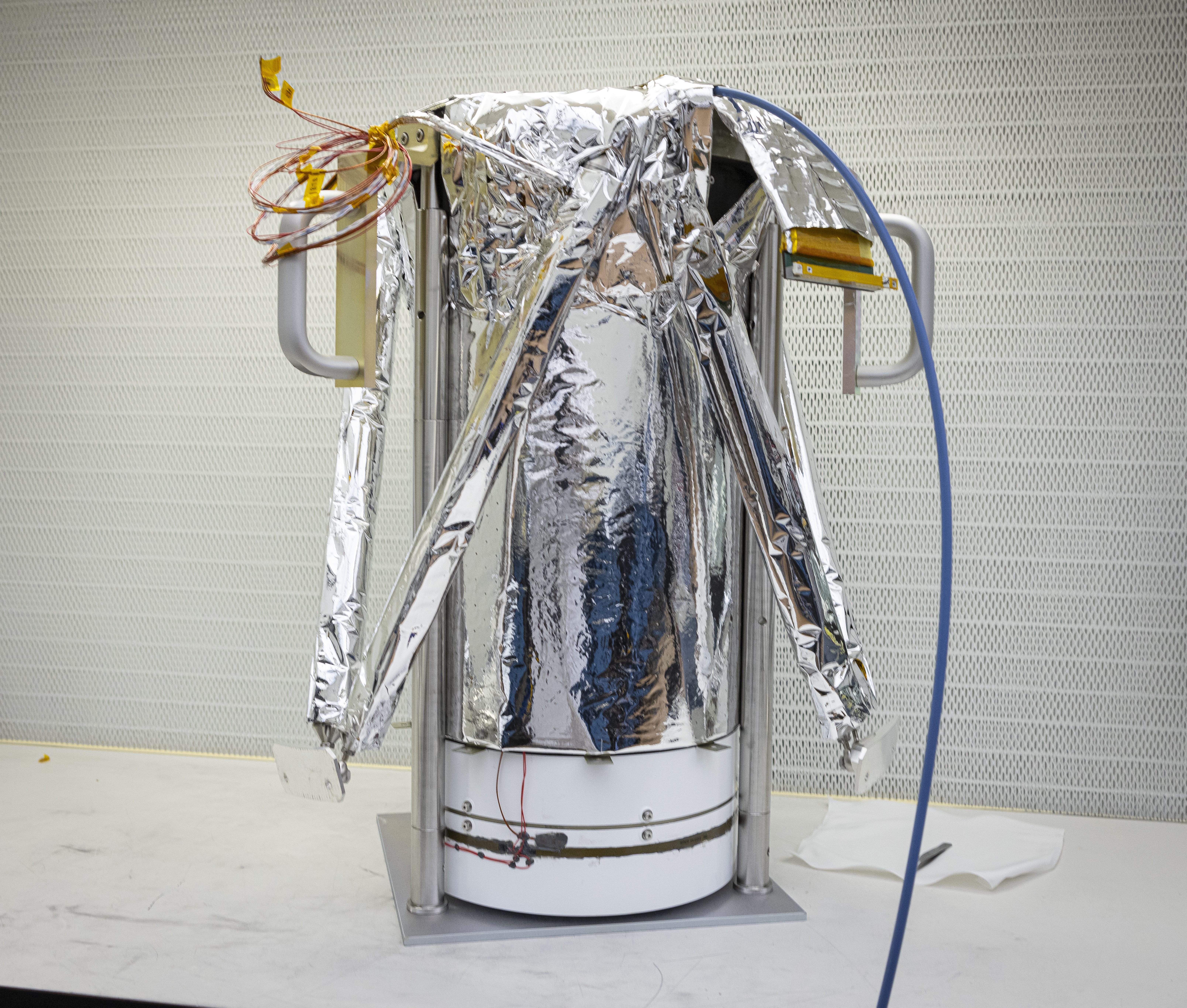
Camera DRACO

I sensori di navigazione di DART includevano un sensore solare, un sensore stellare chiamato SMART Nav software (Small-body Maneuvering Autonomous Real Time Navigation), e una fotocamera con apertura di 20 centimetri (7,9 in) chiamata Didymos Reconnaissance and Asteroid Camera for Optical Navigation (DRACO). DRACO era basato sul Long Range Reconnaissance Imager (LORRI) a bordo della navicella spaziale New Horizons e supportava la navigazione autonoma per colpire la luna dell'asteroide al suo centro. La parte ottica di DRACO era un telescopio Ritchey-Chrétien con un campo visivo di 0,29° e una lunghezza focale di 2,6208 m (f/12,60). La risoluzione spaziale delle immagini scattate immediatamente prima dell'impatto era di circa 20 centimetri per pixel. Lo strumento aveva una massa di 8,66 chilogrammi (19,1 lb).
Il rilevatore utilizzato nella fotocamera era un sensore CMOS che misurava 2.560 × 2.160 pixel. Il rilevatore rileva l'intervallo di lunghezze d'onda da 0,4 a 1 micron (visibile e vicino infrarosso). In LORRI è stato utilizzato un rilevatore commercial off-the-shelf al posto di un dispositivo ad accoppiamento di carica personalizzato. Le prestazioni del rilevatore DRACO hanno effettivamente raggiunto o superato quelle di LORRI grazie ai miglioramenti nella tecnologia dei sensori avvenuti nel decennio che separa la progettazione di LORRI e DRACO. Inserite in un computer di bordo con un software derivato dalla tecnologia antimissile, le immagini DRACO hanno aiutato DART a guidarsi autonomamente fino allo schianto.

### Pannelli solare
Utilizzando ROSA come struttura, una piccola porzione del pannello solare di DART è stata configurata per dimostrare la tecnologia Transformational Solar Array, che dispone di celle solari SolAero Inverted Metamorphic (IMM) ad altissima efficienza e concentratori riflettenti che forniscono tre volte più energia rispetto ad altre tecnologie di pannelli solari disponibili.

### Antenna
La navicella spaziale DART è stata la prima navicella spaziale a utilizzare un nuovo tipo di antenna di comunicazione ad alto guadagno, una Spiral Radial Line Slot Array (RLSA). L'antenna a polarizzazione circolare operava alle frequenze in banda X della NASA Deep Space Network (NASA DSN) di 7,2 e 8,4 GHz e aveva un guadagno di 29,8 dBi in downlink e 23,6 dBi in uplink. L'antenna fabbricata in una forma piatta e compatta ha superato i requisiti indicati ed è stata testata in ambienti risultanti in un design TRL-6.

### Cubesat "LICIACube"
LICIACube (Light Italian Cubesat for Imaging of Asteroids) è un cubesat italiano coordinato dall'ASI e realizzato dall'Argotec a Torino. Consiste in un nano-satellite delle dimensioni di una scatola da scarpe, simile al satellite ArgoMoon. Trasportato dal modulo principale durante tutto il tragitto, è stato sganciato poco prima della collisione. il LICIACube è stato fondamentale per studiare lo schianto della sonda, il cratere e i detriti generati, ricavando dati importanti per valutare la deflessione dell'asteroide.

## Profilo della missione

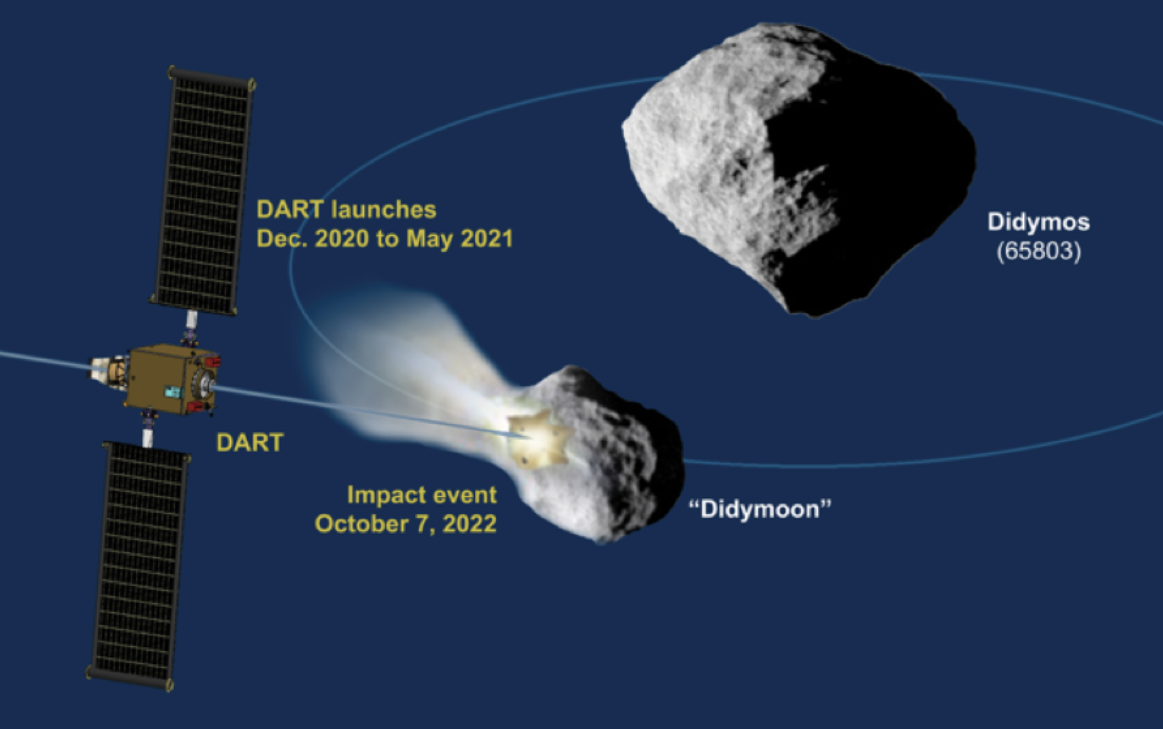
Schema dell'impatto con il satellite dell'asteroide

Come bersaglio della missione è stato scelto 65803 Didymos, un asteroide binario costituito da un corpo principale di 780 m di diametro (Didymos) attorno al quale, a una distanza di circa 400 m (i due baricentri distano circa 1180 m), orbita un satellite di 160 m denominato 65803 I Dimorphos; questo secondo asteroide è il bersaglio della missione, il cui obiettivo è stimare l'entità della variazione dell'orbita di Dimorphos intorno a Didymos a causa dell'impatto.
Il lancio è stato effettuato il 24 novembre 2021 alle 6:21 UTC, in seguito la sonda ha dispiegato i pannelli solari e continuato il tragitto spinta da un motore ionico. L'arrivo/impatto è avvenuto come previsto alle 01:14 italiane del 27 settembre 2022. La collisione è stata osservata dal cubesat LICIACube, microsatellite interamente progettato e realizzato da Argotec in collaborazione e con la partecipazione dell'Agenzia Spaziale Italiana, che si è sganciato dalla sonda madre poco prima dell'impatto e dalla fotocamera di bordo DRACO; le immagini riprese da entrambi i sistemi sono giunte a terra nelle settimane successive all'impatto.

### Effetti sul sistema di asteroidi
Diversi studi sono stati pubblicati sui possibili effetti dell'impatto, sia sul bersaglio principale, Dimorphos, che sul sistema di entrambi gli asteroidi.
L'obiettivo principale della missione è modificare la velocità orbitale di Dimorphos rispetto agli originari 0,174 m/s, riducendo il periodo orbitale di circa 10 minuti.
Nell'ottobre del 2022 la NASA ha comunicato che la missione è stata un completo successo, poiché il periodo orbitale del satellite è diminuito a 11 ore e 23 minuti, 32 minuti meno che in precedenza.

### Effetti sulla Terra
L'obiettivo della missione è modificare l'orbita del solo asteroide secondario Dimorphos intorno all'asteroide primario Didymos, ma in parte verrà modificata anche l'orbita di entrambi intorno al Sole, sia per l'aggiunta di quantità di moto al sistema dovuta all'impatto stesso, sia per la formazione di una coda di detriti che aumenterà temporaneamente l'effetto del vento solare.
Uno studio del 2021 ha appurato che tale variazione di orbita sarà così lieve da non causare nessun pericolo di futuro impatto con la Terra, con cui il sistema binario di asteroidi avrà due punti di avvicinamento minimo di 7 milioni di chilometri nel 2062 e 5 milioni di chilometri nel 2123: in entrambi i casi tale distanza minima verrà alterata dall'impatto di Dart di meno di 100 km. Per confronto, la Luna dista dalla Terra circa mezzo milione di chilometri.
Un altro studio, del 2020, mostra come ci sia una remota possibilità che l'impatto di DART causi l'arrivo sulla Terra, dopo qualche giorno o qualche anno, di una piccola quantità di minuscoli frammenti di Dimorphos, delle dimensioni di qualche centimetro o meno, anche se l'effettivo ammontare e la dimensione dei frammenti è difficilmente calcolabile dato l'ampio numero di variabili in gioco. Frammenti di questo tipo non potrebbero in alcun modo raggiungere la superficie della Terra, ma si disintegrerebbero sicuramente a molti chilometri di altezza a causa dell'enorme attrito con l'atmosfera, dando luogo a fenomeni popolarmente noti come "stelle cadenti".

### Stato

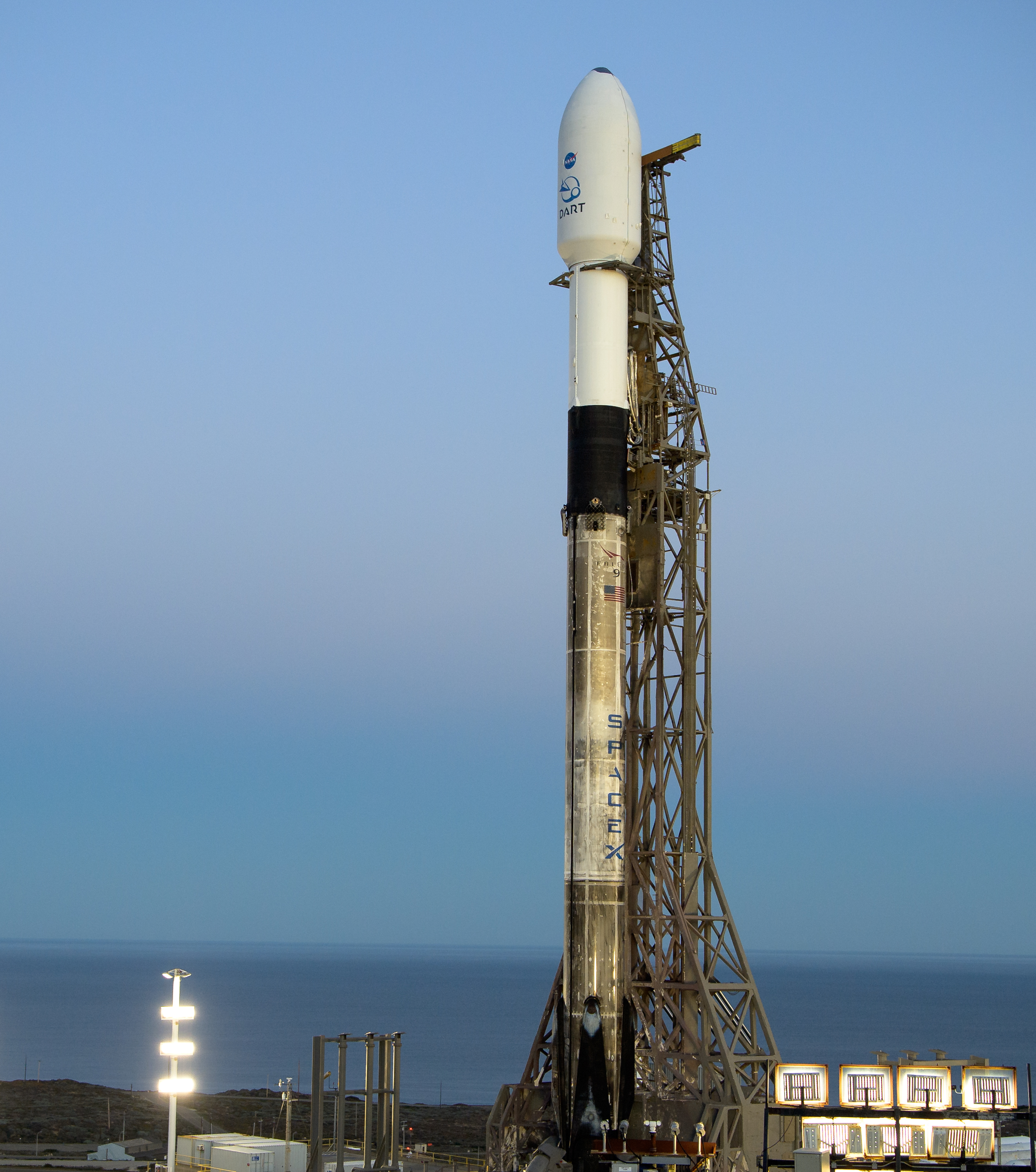
DART sulla rampa di lancio con il vettore Falcon 9, nel complesso di lancio 4

- Ad agosto 2018, la NASA ha approvato il progetto, dando il via alla parte di progettazione finale e la fase di assemblaggio.
- Nel gennaio 2019 la NASA ha annunciato la scelta del cubesat italiano LICIACube.[26]
- L'11 aprile 2019 la NASA ha annunciato che DART sarà lanciato con il vettore di lancio Falcon 9 di SpaceX[37].
- Il DART è stato lanciato con un razzo SpaceX il 24 novembre 2021 alle ore 22:21 locali dalla Vandenberg Space Force Base in California.[38]
- 4/6 marzo 2022: il flyby dell'asteroide 138971 - 2021 CB21[39][40] è stato annullato.[41]
- luglio 2022: il flyby dell'asteroide 385186 1994 AW1 è stato annullato.[41]
- 12 settembre 2022, 01:14 italiane: distacco con successo del satellite Liciacube.[42]
- 12 settembre 2022, 02:04 italiane: ricevuto primo segnale radio da Liciacube dopo il distacco.[43]
- 27 settembre 2022, 01:14 italiane: impatto avvenuto come previsto[44] fotografato con successo dalla telecamera di bordo DRACO[31], dal nanosatellite LICIAcube, dal telescopio spaziale James Webb, e da telescopi a terra, tra cui uno del progetto ATLAS[29][30].

### Visibilità dalla Terra
La visibilità di un corpo celeste nel cielo notturno terrestre dipende, oltre che dalla posizione dell'oggetto sulla sfera celeste, anche dalla magnitudine visuale dell'oggetto, che è una misura della sua luminosità; tale valore è tanto più alto quanto minore è la visibilità; la magnitudine del sistema Didymos-Dimorphos varierà tra 15 e 16 tra maggio e novembre, raggiungendo il minimo di 15 proprio nei giorni dell'impatto. Si tratta però di valori basati sullo stato pre-impatto, che potrebbero quindi variare a causa dell'impatto stesso. È necessaria una magnitudine inferiore a 6 per la visibilità a occhio nudo.
A luglio 2022 l'impatto è previsto per le 19:14 EDT del 26 settembre 2022 (23:14 UTC, 01:14 del 27 settembre in Italia); in quel momento Didymos si troverà in questa posizione nella sfera celeste:
- Ascensione retta: 03h 23m 23,0s
- Declinazione: -33° 27' 49.8" (J2000) [HMS|Dec]
- Magnitudine visuale: 14,64

Localmente, la posizione nella volta celeste dall'Italia (da Roma) sarà di pochissimi gradi sopra l'orizzonte:
- Altezza sull'orizzonte: 4°
- Azimut: 144,6° (sud-est)

Normalmente un oggetto risulta visibile quando si trova almeno a 5-10° sopra l'orizzonte, a causa della presenza di edifici, vegetazioni e colline, quindi per poter osservare questo evento sarà necessario posizionarsi in una zona sgombra di ostacoli sull'orizzonte.
L'oggetto sorgerà sopra l'orizzonte meno di un'ora prima dell'evento:
- Alba: 00:35
- Transito: 04:13
- Tramonto: 07:47

Secondo uno studio pubblicato a luglio 2022, la magnitudine del sistema binario potrebbe passare da 14 a 11 a seguito dell'impatto, e potrebbe formarsi una chioma di detriti larga 20 km e una coda di detriti che risulterebbe visibile da Terra, tramite telescopio, per diversi giorni dopo l'impatto: in un telescopio con una risoluzione di 0,25 arcsec/pixel la coda risulterebbe lunga un migliaio di pixel e larga una trentina.
Gli effetti dell'impatto sono stati osservati con successo da alcuni telescopi a terra, tra cui uno del progetto ATLAS e quelli del Virtual Telescope Project / Little Karoo Observatory; questi ultimi hanno mostrato gli effetti in diretta streaming.

## MissioneHera
Inizialmente la missione DART era stata concepita per funzionare in coordinamento con la missione Hera dell'ESA, che avrebbe ripreso l'asteroide-obiettivo prima e dopo l'impatto, ma, come spesso accade nelle missioni spaziali, i piani sono cambiati in corso d'opera, e attualmente DART e Hera sono due missioni ancora collegate tra loro, ma separate da un ampio intervallo temporale: Hera verrà infatti lanciato dalla Terra due anni dopo l'arrivo di DART al suo obiettivo, che Hera raggiungerà invece nel 2026.

## Modelli 3D
La Johns Hopkins University ha messo a disposizione vari modelli 3d relativi alla missione: modelli stampabili della sonda e dell'asteroide,  le istruzioni per costruire un modellino della sonda con il LEGO, un sito per esaminare online il modello 3d della sonda, e un'app per smartphone che permette di visualizzare un modello della sonda in realtà aumentata (AR), come se si trovasse fisicamente nell'ambiente in cui si trova l'osservatore.